# Посёлок имени М. И. Калинина
имени М. И. Калинина — упразднённый в 2004 году посёлок в Борском районе Нижегородской области России. Входил в состав администрации пгт Октябрьский (с 2004 года район города Бор). В настоящее время на месте бывшего посёлка расположено садоводческое товарищество «Кривель».

## География
Посёлок находился в центральной части Нижегородской области, в зоне хвойно-широколиственных лесов, на левом берегу реки Волга, в так называемом затоне имени Калинина, в 12 км к юго-востоку от посёлка Октябрьский. Пристань — затон имени Калинина.

### Климат
Климат характеризуется как умеренно континентальный, с коротким умеренно тёплым летом и холодной продолжительной зимой. Среднегодовая температура воздуха — 3,6 °C. Средняя температура воздуха самого холодного месяца (января) — −13 °C (абсолютный минимум — −42 °C); самого тёплого месяца (июля) — 18,5 °C (абсолютный максимум — 37 °С). Среднегодовое количество атмосферных осадков составляет 500—600 мм, из которых две трети выпадает в тёплый период.

## История
В 1871 году в Лелюхском затоне были построены мастерские по ремонту судов общества «Вулкан». Позже на этом месте появились мастерские пароходчика Кашина, на которых производился не только ремонт судов, но и строительство. В 1913 году пароходство и мастерские перешли в синдикат «КАМВО». После революции мастерские были национализированы и им было присвоено имя М. И. Калинина. В 1970 году, в связи со строительством Чебоксарской ГЭС, посёлок попал в зону затопления. Постановлением Совмина РСФСР «О мероприятиях по переселению населения, переносу на новые места и сносу строений и сооружений в связи со строительством Чебоксарской гидроэлектростанции на р. Волга», было принято решение о принудительном переселении жителей населённых пунктов попавших в зону затопления, в том числе и жителей посёлка имени М. И. Калинина. Однако на практике данное решение до конца не было реализовано. Фактически посёлок был упразднён только в 2004 году в связи с отсутствием населения.

## Население
Согласно результатам переписи 2002 года, в посёлке проживало 19 человек, в национальной структуре населения русские составляли 100 %.